# 百浪多息
百浪多息（德語：Prontosil）是世界上第一种商品化的合成抗菌药（Synthetic Antibacterial Agent）和磺胺类药（Sulfonamide antibacterial），是由德国法本公司下属拜耳实验室的研究人员在1932年发现的。百浪多息的发现和开发开启了合成药物化学发展的新时代。

## 历史
百浪多息的起源与染料化学的发展有直接的关联。1856年英國化學家威廉·珀金成功合成苯胺紫，并由此发现了苯胺类染料，后来德國微生物學家罗伯特·科赫尝试用苯胺类染料为细菌染色，成功发明了细菌染色法，同时也发现某些合成染料对细菌的抑制作用，自此开启了科学家研究合成染料抑菌作用的研究。
对氨基苯磺酰胺最初是在1908年由德国化学家Paul Gelmo在维也纳大学完成他的学位论文的研究过程中合成得到的，仅作为合成染料的中间体被研究，它的药学价值尚未被认识。1932年，化学家Josef Klarer和Fritz Mietzsch合成出对氨基苯磺酰胺的衍生物百浪多息。同年秋天，当时任职于法本公司的病理学与细菌学家格哈德·多馬克（Gerhard Domagk）在以小鼠为动物模型研究偶氮染料的抗菌作用时，从几千种候选的偶氮染料中发现了红色的偶氮染料百浪多息对治疗溶血性链球菌感染有很强的功效，这个发现使多马克治好了身患链球菌败血病的女儿，后来更获得了1939年诺贝尔医学奖。
考虑到它在医疗领域的潜在價值，法本公司在1932年试图为百浪多息申请德国专利，但告失败。1932年至1934年，百浪多息先后在伍珀塔尔附近的一家医院和杜塞尔多夫大学医院进行临床研究，研究结果以研究论文的形式对外发表。在此之后百浪多息作为药物被英国内科医生与细菌学家Leonard Colebrook引入到产褥热的治疗中。将百浪多息作为药物是由约翰霍普金斯大学的Eleanor Bliss和Perrin Long引进美国的。1936年冬，波士顿的医生George Loring Tobey Jr.使用百浪多息治愈了时任美国总统富兰克林·德拉诺·罗斯福的小儿子小富兰克林·德拉诺·罗斯福所患的链球菌咽喉炎及其併发症，此事经媒体报道后，百浪多息被广大美国民众所熟知。
最初的研究认为百浪多息分子中的染料生色基团偶氮基是使其产生抑菌作用的有效基团，以此为基础大量的偶氮染料被合成出来用以测试它们的抗菌活性。在这个过程中发现只有含磺酰胺的偶氮染料才有抗菌作用，而没有磺酰胺基团的偶氮染料则无抗菌活性，由此推测出在体内偶氮基团的断裂分解产生对氨基苯磺酰胺才是产生抗菌作用的真正原因。通过研究合成的对氨基苯磺酰胺，发现它在体内外均有抑菌作用，随后又从服用百浪多息的病人的尿液中分离得到了对乙酰氨基苯磺酰胺，考虑到乙酰化反应是体内代谢的常见反应，确定百浪多息这种染料实际上是一种前药，在体外没有任何活性，在体内由它转化而得到有生理活性的化合物，便是早期被忽略的对氨基苯磺酰胺。研究的重心也因此转移到对氨基苯磺酰胺及其衍生物的研究上。

## 合成方法
百浪多息可由对氨基苯磺酰胺在碱性溶液中使用铁氰化钾或高锰酸钾氧化偶联氨基合成，也可用锌粉还原偶联对硝基苯磺酰胺制得。